# The Peaceful Revolutionist
The Peaceful Revolutionist (que significa El revolucionario pacífico) fue un periódico estadounidense editado en 1833 por Josiah Warren; es el primer periódico anarquista conocido del mundo. Tuvo una existencia breve, alrededor de un año, se conocen apenas 4 números mensuales escritos e impresos por Warren, desde Cincinnati, con su propia imprenta en tipos y planchas inventadas por él. Lo financió con las ganancias percibidas por algunos de sus inventos.
En este periódico Warren demuestra un anarquismo y un individualismo plenamente formados, confirmando a Warren como el primer anarquista moderno y el inaugurador del anarquismo de cepa estadounidense, individualista de mercado y evolucionista o reformista, independiente del anarquismo europeo desarrollado por separado unas décadas más tarde.